# Шахденіз
Шахденіз (також Шах-Деніз) — газоконденсатне родовище Деніз («Король морів») в Азербайджані. Відкрите в 1999 р. в акваторії Каспійського моря. Родовище забезпечує газом споживачів в Азербайджані, Грузії, Туреччині через Трансанатолійський та Південно-Кавказький газогони. За оцінкою державної компанії «ГНКАР» родовище містить майже 1 трлн м³ газу і 300—400 млн тонн конденсату. За іншими оцінками запаси газу родовища сягають 330–700 млрд м³.

## Характеристика
Родовище розташоване за 70 км на південний-схід від Баку; мінімальна глибина моря становить 50 м (північний захід), максимальна — до 600 м (південний схід структури). У свердловинах ШДХ-1 (глибина 6316 м) і ШДХ-2 відмічені притоки газу в 1,4–1,8 млн м³/добу і конденсату в 326—380 т/добу. Видобуток газу планували з 2002—2003 рр. Перші 2 млрд м³ газу отримали до кінця 2004 р. У ліцензійній угоді по дільниці Деніз беруть участь компанії BP Amoco (оператор, 25.5 %), норвезька Statoil ASA (25.5 %), «ГНКАР» (10 %), французька Elf Petroleum Azerbaijan BV (10 %), російсько-італійська LukAgip Ltd. (9 %). Іноземні компанії інвестували в проєкт близько $511 млн, у тому числі $33.3 млн.
Станом на 2017 р. акціонерами родовища Шахденіз і газопроводу Баку–Тбілісі–Ерзерум є BP Azerbaijan (25,5 %) — оператор, Statoil Azerbaijan (25,5 %), SOCAR Azerbaijan (10 %), Elf Petroleum Azerbaijan (10 %), LukAgip N.V. (дочірня компанія «Лукойла», 10 %), Oil Industries Engineering & Construction (10 %), Turkish Petroleum Overseas Company Limited (9 %).
Технологія розробки — свердловинна морська.